# باشگاه فوتبال بیتار تل آویو
باشگاه فوتبال بیتار تل آویو یک باشگاه فوتبال در شهر تل آویو، اسرائیل است. این باشگاه در سال ۱۹۳۴ میلادی تأسیس شده است و در لیگ برتر فوتبال اسرائیل به رقابت می پردازد. این باشگاه در سال ۲۰۰۰ با شیمشون تل‌آویو ادغام شد و بیتار شیمشون تل‌آویو را ایجاد کرد و بعداً، پس از فروپاشی ادغام، با ایرونی راملا ادغام شد و بیتار تل‌آویو راملا را ایجاد کرد. در ۲۲ مه ۲۰۱۹، راملا از ادغام انصراف داد و این باشگاه با مکابی ایرونی بت یام ادغام شد و نام خود را به بیتار تل‌آویو بت یام تغییر داد.